# ديمتري بوندارينكو
ديمتري بوندارينكو (بالروسية: Бондаренко, Дмитрий Михайлович)‏ هو عالم إنسان ومؤرخ روسي، ولد في 9 يونيو 1968 في موسكو في روسيا.